# 전기영동 이동성 변화분석
EMSA(Electrophoresis Mobility Shift Assay)는 분자생물학 기법 중 하나로, 핵산(DNA, RNA)와 단백질의 상호작용을 확인하는데 사용된다. EMSA를 이용하여 단백질이 핵산의 특정 서열과 결합하는지 알 수 있다. 기법에 따라서 하나 이상의 단백질도 알아낼 수 있으며, 상호작용하는 정도를 알 수 있다. 전기영동을 이용하므로 핵산에는 방사성 동위원소나 형광 단백질을 이용하여 표지를 한다.

## 원리
EMSA의 원리는 전기영동을 사용하여 단백질과 핵산이 결합하였을때의 이동을 보는 것이다. 핵산과 단백질이 결합하는 경우 분자량, 전하량, 모양의 차이가 생기게 된다. 특히, 분자량이 커지게 되므로 핵산이 홀로 이동하는 것과 비교하여 더 느리게 이동하게 된다. 따라서 단백질과 결합한 핵산의 밴드는 핵산만 있는 밴드보다 더 위에서 보여진다.